# Paul Hostovsky
Paul Hostovsky (* 1958) je americký básník a překladatel ze znakového jazyka.

## Život
Narodil se do rodiny spisovatele Egona Hostovského (tou dobou v exilu), a jeho manželky Reginy "Reggie" Weiss (1929-1993). V roce 1965 se rodina Hostovských přestěhovala do Dánska. Egonu se tam velmi líbilo, ale jeho žena se tam cítila až příliš vytržená z rodného prostředí, nešťastná, stejně tak malý Paul. Po nějaké době se tak přestěhovali zase zpátky do USA.
Po smrti své matky organizoval společně s Obcí spisovatelů udělování Ceny Egona Hostovského. Žije se svou rodinou v Bostonu, kde se živí překladatelstvím ze znakového jazyka a učitelstvím Braillova písma.

## Literární činnost
Poezii se začal věnovat už v útlém věku. Jeho básně jsou známy pro svou humornost. Častým tématem jsou úvahy o denních radostech a strastech, objevují se motivy nalézání krásy v maličkostech, vděčnosti za radost, zármutek a bolest, a v neposlední řadě vděčnosti za samotný život.
Podle svých slov píše spontánně, bez vyšších pohnutek, a jejich konkrétní seřazení ve sbírkách nemá žádné zvláštní opodstatnění.

## Literární díla
Zdroj:
- Sonnets From South Mountain (2001)
- Bird In The Hand (2006)
- Dusk Outside The Braille Press (2006)
- Split Oak Press Chapbook Contest (2006)
- The Best Lunches (2008)
- Bending the Nnotes (2008)
- Dear Truth (2009)
- A Little In Love A Lot (2011)
- Hurt Into Beauty (2012)
- Naming Names (2014)
- Selected Poems (2014)
- The Bad Guys (2015)
- Is That What That Is (2017)

Žádná Hostovskeho sbírka zatím nebyla přeložena do češtiny.

## Ocenění
- Pushcart Prize
- Best of the Net Awards (2x)
- the Muriel Craft Bailey Award